# اسپاراسودنتا
اسپاراسودنتا (نام علمی: Sparassodonta) راسته‌ای پر تعداد از پستانداران گوشت‌خوار پس‌دد است که خویشاوندی نزدیکی با کیسه‌داران امروزی داشتند و از اوایل پالئوسن تا اواخر پلیوسن در آمریکای جنوبی می‌زیستند. این جانوران مهم‌ترین پستانداران شکارچی در آمریکای جنوبی تا پیش از وقوع تبادل بزرگ آمریکا به‌شمار می‌آمدند و شامل گونه‌های مختلفی از کوچکی یک راسو با وزن ۱ کیلوگرم تا بزرگی یک پلنگ و با وزن بیش از ۱۲۰ کیلوگرم بودند. آخرین اسپاراسودنتاها هم‌زمان با وقوع تبادل بزرگ آمریکا و ورود گوشت‌خوارسانان از طریق آمریکای شمالی به آمریکای جنوبی از میان رفتند با این وجود پژوهش‌های جدید نشان می‌دهند که تنوع اسپاراسودنتاها از مدت‌ها پیش از ورود گونه‌های مهاجم احتمالاً به دلیل تغییر اقلیم در حال افول بود و بسیاری از آن‌ها پیش از تبادل بزرگ آمریکا از میان رفته بودند.